# The Cannon Group
The Cannon Group, Inc. — американский концерн в области кинопроизводства. В него в частности входила кинокомпания Cannon Films, снимавшая низкобюджетные фильмы категории B с 1967 по 1994 годы.

## История

### 1967—1979. Начало
Кинокомпания Cannon Films была основана 23 октября 1967 года Дэннисом Фридландом и Крисом Дьюи. Компания сразу стала успешной, занявшись производством англоязычных версий шведских сексплотэйшн фильмов Джозефа Сарно: «Инга» (швед. Jag — en oskuld) (1968), «Для Ингрид с любовью от Лизы» (швед. Kvinnolek) (1968). В 1970 году был поставлен успешный фильм «Джо» с Питером Бойлом. Однако, череда неудачных фильмов в 70-х годах подорвала финансовое состояние компании. В это время в налоговом законодательстве касательно кинопроизводителей также произошли изменения и всё это вместе привело к падению цен на акции Cannon Films.

### 1979—1985. Эпоха Голана — Глобуса
В 1979 году Фридланд и Дьюи из-за финансовых неурядиц вынуждены были продать компанию. Cannon Films купили двоюродные братья из Израиля Менахем Голан и Йорам Глобус за 500 000$. Менахем Голан был режиссёром в Израиле, а Йорам Глобус занимался продюсированием и дистрибуцией фильмов. Некоторые из их фильмов в Израиле были популярны, например «Салах Шабати» (1964), «Операция „Йонатан“» (1976), «Горячая жевательная резинка» (1978). Купив кинокомпанию в Америке, братья собирались выйти на мировой уровень.
Cannon Films этого периода наиболее запомнились боевиками класса B. В это время вышли такие фильмы, как «Жажда смерти 2» (1982), «Кобра» (1986); фильмы с Чаком Норрисом: «Вторжение в США» (1985) и «Отряд „Дельта“» (1986); ниндзя-трилогия: «Входит ниндзя» (1981), «Месть ниндзя» (1983), «Ниндзя 3: Дух ниндзя» (1984) с Сё Косуги в главной роли; первые два фильма из серии «Американский ниндзя»: «Американский ниндзя» (1985) и «Американский ниндзя 2: Столкновение» (1987); а также триллер «Мститель 2» (1984). При этом Cannon Films выпустили множество фильмов и в других жанрах: музыкальное кино и комедия («Яблоко» (1980), «Последний девственник Америки» (1982), «Брейк-данс» (1984), «Брейк-данс 2: Электрическое Бугало» (1984)), драма («Любовник леди Чаттерлей» (1981), «Болеро» (1984), «Мата Хари» (1985)), научная фантастика и фэнтези («Геркулес» (1983), «Жизненная сила» (1985), «Варвары» (1987), «Властелины вселенной» (1987)), приключения («Сокровище четырёх корон» (1983), «Копи царя Соломона» (1985)). Компания выпускала и серьёзное кино, например на студии вышли: «Потоки любви» (1984) Джона Кассаветиса, «Отелло» (1986) Франко Дзеффирелли, «Крутые ребята не танцуют» (1987) Нормана Мейлера, «Поезд-беглец» (1985) и «Стыдливые люди» (1987) Андрея Кончаловского.
Одним из хитов Cannon Films этого периода стали фильмы о войне во Вьетнаме из цикла «Без вести пропавшие» с Чаком Норрисом. Хотя они и подверглись критике за сходство с серией «Рэмбо». Оба фильма снимали одновременно, но после завершения монтажа выяснилось, что вторая часть выглядит лучше первой. Кинокомпания выпустила сначала вторую часть под названием «Без вести пропавшие» (1984), а затем первую под названием «Без вести пропавшие 2: Начало» (1985).

### 1986—1994. Пик и крах
В 1986 году доходы компании достигли пика, за год было выпущено 43 фильма. Cannon Films начали скупать кинотеатры, как в США, так и в Европе: Нидерландах, Италии, Великобритании. Нидерландский фильм «Нападение» (1986), снятый Cannon Films, получил в 1987 году премию «Оскар» за лучший фильм на иностранном языке и «Золотой глобус» за лучший фильм на иностранном языке. Поскольку денег было много, фильмы стали снимать с большим бюджетом, но при этом они проваливались в прокате и не окупались. Кинокритик Роджер Эберт высказался о братьях Голане и Глобусе в 1987 году в том духе, что ни одна кинокомпания не снимает так много маргинальных фильмов как Cannon Films. Поскольку компания оказалась на грани банкротства, ей заинтересовалась Комиссия по ценным бумагам. В результате различных финансовых ходов компания перешла под контроль итальянского предпринимателя Джанкарло Барретти.
Одним из последних заметных фильмов Cannon Films конца 80-х стал фильм с Жан-Клодом Ван Даммом «Киборг» (1989). Фильм был поставлен в декорациях будущего, которые строились для съёмок фильмов по комиксам, но из-за финансовых неурядиц студии пришлось отказаться от контракта с Marvel. В целом, фильмы с участием Ван Дамма позволили компании некоторое время ещё оставаться на плаву. Помимо «Киборга», кассовый успех имели и такие фильмы, как «Кровавый спорт» (1988) и «Кикбоксер» (1989).
В это время Cannon Films покинул Менахем Голан из-за разногласий с братом и новым руководством в лице Барретти. Он организовал свою кинокомпанию 21st Century Film Corporation. Как отступные Голан получил права на персонажей комиксов Капитана Америку и Человека-паука и сразу запустил в производство фильм «Капитан Америка» (1990). Йорам Глобус, оставшись в Cannon Films, на волне популярности ламбады решил делать новый фильм о ней. В свою очередь Менахем Голан начал снимать свой танцевальный фильм об этом же. В 1990 году в свет вышло два фильма о популярном танце: «Ламбада» и «Запретный танец».
Джанкарло Барретти занялась американская полиция, его обвиняли в лжесвидетельстве и ему пришлось бежать в Италию.
В первой половине 90-х компания выпустила такие фильмы как «Американский ниндзя 4: Разрушение» (1991), «Негде спрятаться» (1993), «Порождение ада» (1994). После краха Cannon Films в 1994 году Йорам Глобус присоединился к компании 21st Century Film Corporation, которая обанкротилась в 1996 году.

### Наследие
В 2014 году вышло два документальных фильма о компании Cannon Films, это «Electric Boogaloo: The Wild, Untold Story of Cannon Films» и «The Go-Go Boys: The Inside Story of Cannon Films». Последний был показан на Каннском кинофестивале.
Библиотека фильмов сейчас принадлежит Metro-Goldwyn-Mayer, права на телетрансляцию в Северной Америке принадлежат Paramount Television.